# Uomini contro
Uomini contro is een Italiaanse oorlogsfilm uit 1970 onder regie van Francesco Rosi.

## Verhaal
Tijdens de Eerste Wereldoorlog verliest het Italiaanse leger 3000 manschappen in een slag tegen Oostenrijk. De generaal geeft echter het bevel om de strijd voort te zetten. Daarbij worden twee bataljons afgeslacht door vijandelijke artillerie. Soldaten die zich verzetten tegen die misstanden worden voor het executiepeloton gebracht.

## Rolverdeling
| Acteur              | Personage                  |
| ------------------- | -------------------------- |
| Mark Frechette      | Luitenant Sassu            |
| Alain Cuny          | Generaal Leone             |
| Gian Maria Volonté  | Ottolenghi                 |
| Giampiero Albertini | Kapitein Abbati            |
| Pier Paolo Capponi  | Luitenant Santini          |
| Franco Graziosi     | Majoor Malchiodi           |
| Mario Feliciani     | Legerarts                  |
| Alberto Mastino     | Marrasi                    |
| Brunetto Del Vita   | Kolonel Stringari          |
| Nino Vingelli       | Gewonde soldaat uit Napels |